# Colldejou
Colldejou – gmina w Hiszpanii, w prowincji Tarragona, w Katalonii, o powierzchni 14,38 km². W 2011 roku gmina liczyła 177 mieszkańców.